# Липовка (Байкаловский район)
Липовка — деревня в Байкаловском районе Свердловской области России. Входит в состав Байкаловского сельского поселения.

## География
Деревня расположена на левом берегу реки Липовки, в четырёэ километрах к югу от села Байкалова — административного центра района.

### Часовой пояс
Липовка, как и вся Свердловская область, находится в часовой зоне МСК+2. Смещение применяемого времени относительно UTC составляет +5:00.

## Население
| 2002 | 2010 | 2021 |
| ---- | ---- | ---- |
| 429  | ↘378 | ↘345 |

## Инфраструктура
В Липовке пять улиц: Набережная, Новая, Революции, Советская и Аникина; один переулок — Аникина. Есть школа (МКОУ «Липовская начальная общеобразовательная школа») и детский сад (МКДОУ «Липовский детский сад»).